# Lavrînți, Zinkiv
Lavrînți (în ucraineană Лавринці) este un sat în comuna Ciovno-Fedorivka din raionul Zinkiv, regiunea Poltava, Ucraina.

## Demografie
Componența lingvistică a localității Lavrînți
     Ucraineană (100%)
Conform recensământului din 2001, toată populația localității Lavrînți era vorbitoare de ucraineană (100%).